# مازن الحمادة
مازن الحمادة (1977 – ديسمبر 2024) كان ناشطًا حقوقيًا سوريًا من مدينة دير الزور. برز اسمه في أعقاب مشاركته في الاحتجاجات المناهضة لنظام بشار الأسد خلال أحداث الربيع العربي في عام 2011. اعتقلته السلطات السورية، حيث قضى أكثر من عام ونصف في السجن وتعرض لأسوأ أنواع التعذيب. بعد إطلاق سراحه، اختار الحمادة المنفى، واستقر في هولندا طالب لجوء. خلال وجوده هناك، عمل على توثيق الجرائم التي ارتكبتها السلطات السورية، حيث قدم شهادات علنية مؤثرة حول الانتهاكات التي شهدها وتعرض لها، وسلط الضوء على الفظائع المرتكبة في مراكز الاعتقال السورية. في 23 فبراير 2020، عاد الحمادة إلى سوريا، حيث تم اعتقاله مرة أخرى من قبل أجهزة المخابرات، ليصبح ضحية جديدة للاختفاء القسري. استمر اختفاؤه حتى 9 ديسمبر 2024، عندما عُثر على جثته في سجن صيدنايا، أحد أكثر السجون شهرة بسوء المعاملة والانتهاكات الحقوقية في سوريا.

## حياته
كان مازن الحمادة خريج معهد صناعة النفط، وكان يعمل كفني في شركة شلمبرجير، وهي شركة فرنسية متعددة الجنسيات تعمل في مجال النفط والغاز. شارك في المظاهرات التي كانت تطالب بمزيد من الحرية والديمقراطية، وقرر توثيق هذه الأحداث باستخدام هاتفه المحمول. تم اعتقاله لأول مرة في 24 أبريل 2011 من قبل أجهزة المخابرات السورية، وأُطلق سراحه بعد أسبوع. في 29 ديسمبر 2011، اعتقل مجددًا، وقضى أسبوعين قيد الاحتجاز في الفرع ذاته. بعد هذه التجربة الثانية، قرر مغادرة دير الزور والانتقال إلى دمشق.

## العودة إلى سوريا والاختفاء القسري

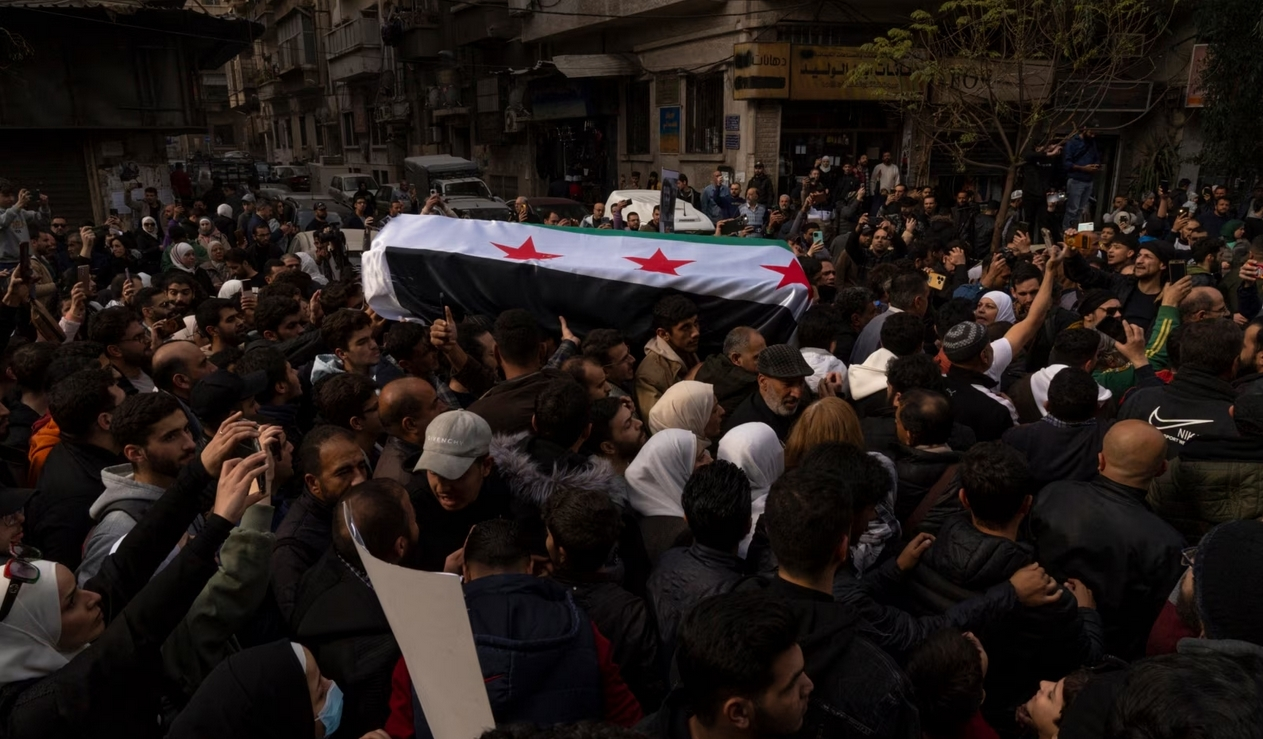
تشييع جثمان مازن الحمادة

كان مازن يشعر برغبة شديدة في مساعدة السوريين الذين ما زالوا محتجزين في السجون، وكان يعاني من العجز أمام صعوبة تحسين وضعهم. ويُظهر أن أشخاصًا من السفارة السورية المقربين من نظام الأسد، قد تواصلوا معه وعرضوا عليه العودة إلى سوريا، مع وعد بالإفراج عن المعتقلين. وقد كتب مازن في مذكراته أنه كان مستعدًا للتضحية بنفسه من أجل إنقاذ الآخرين.
سافر مازن إلى برلين، حيث تمكن من الحصول على جواز سفر سوري وتأشيرة من السفارة السورية. وعند وصوله إلى مطار دمشق الدولي في 23 فبراير 2020، تم اعتقاله على الفور من قبل أجهزة الأمن التابعة للنظام السوري.
وفي 9 ديسمبر 2024، عثر على جثة مازن بعد أن تمكنت قوات المعارضة من الجيش السوري الحر من السيطرة على سجن صيدنايا إثر سقوط دمشق. ويُعتقد أن مازن قد تم إعدامه قبل أيام من اكتشاف جثته التي كانت تحمل آثار تعذيب وضربات قاسية.
أُقيمت مراسم جنازته في 12 ديسمبر في دمشق، حيث حضر المئات من الأشخاص. وكان تابوته مغطى بعلم المعارضة، وتم تكريمه كشهيد من قبل الحضور.